# Grenadiaans-Surinaamse betrekkingen
Grenadiaans-Surinaamse betrekkingen verwijzen naar de huidige en historische betrekkingen tussen Grenada en Suriname.

## Geschiedenis
Begin november 1975, enkele weken voor de onafhankelijkheid van Suriname, behoorde Grenada tot een grote groep van landen die steun aankondigden voor resolutie 382 met het doel Suriname toe te laten tot de Verenigde Naties.

### Jaren 1980
Op 14 maart 1981 bezochten A. Naarden en de in Guyana gestationeerde Surinaamse ambassadeur Otmar Pocornie Grenada voor een gesprek met premier Maurice Bishop, die die week zijn staatsgreep van twee jaar eerder vierde als een revolutie. Besproken werd de intensivering van de relatie, de uitwisseling van diplomatieke vertegenwoordigers en het zoeken naar gebieden waarop samengewerkt kon worden. Bishop vond de betrekkingen tussen beide landen belangrijk. Volgens hem konden deze op korte termijn gerealiseerd worden door zijn goede banden met Harvey Naarendorp, de minister van BuZa, JusPol en het Leger. In Suriname wilden de militaire machthebbers een socialistische maatschappij vormen naar het voorbeeld van Grenada, Cuba en Nicaragua.
Op 24 juli 1981 sprak legerleider Desi Bouterse de Socialistische Internationale in Grenada toe. In mei 1982 was Desi Bouterse opnieuw in Grenada, waar hij de banden met Maurice Bishop verder wilde verstevigen en bij wilde komen van de mislukte tegencoup (Rambocuscoup) in eigen land onder leiding van Soerinder Rambocus.
Op 28 oktober 1982 maakte Bishop een tegenbezoek aan Suriname, waar beide militaire legerleiders zich beledigd voelden door een grote protestdemonstratie die door de vakbonden was georganiseerd. Bishop zei tegen Bouterse: "Je zal de krachten die niet voor je zijn moeten elimineren, anders zullen ze jou elimineren." Deze uitspraak wordt wel gehouden voor Bouterses inspiratie voor de Decembermoorden enkele weken later. Over Cyrill Daal, de leider van de grootste vakbond en een van de vijftien dodelijke slachtoffers, zei hij in deze dagen: "Meneer Daal heeft mij de rekening gepresenteerd, ik zal hem contant betalen!"
In oktober 1983 werd Bishop na een tegencoup afgezet en circa een dag later, op 19 oktober, vermoord. Een week later reageerden de Verenigde Staten met een Invasie in Grenada, waarna ze de democratie op het eiland herstelden. Grenada sloot die maand al zijn ambassades. De invasie was ook van invloed op de Cubaans-Surinaamse betrekkingen, die Suriname acuut verbrak om eenzelfde lot als Grenada in eigen land te voorkomen.

## Multilaterale betrekkingen
Zowel Suriname als Grenada zijn aangesloten bij de Verenigde Naties, Caricom, Associatie van Caribische Staten, Gemeenschap van Latijns-Amerikaanse en Caraïbische Staten, ACS-staten, Wereldhandelsorganisatie, Wereldbank en Caraïbische Ontwikkelingsbank.